# 1926 aux États-Unis
Pour des articles plus généraux, voir Chronologie des États-Unis et 1926.
Chronologie des États-Unis
- 1922
- 1923
- 1924
- 1925
- 1926
- 1927
- 1928
- 1929
- 1930

Cette page concerne des événements d'actualité qui se sont produits durant l'année 1926 du calendrier grégorien aux États-Unis.

## Gouvernement
- Président : Calvin Coolidge
- Vice-président : Charles G. Dawes
- Chambre des représentants - Président

## Événements
- 26 janvier : De nombreux citoyens transgressent la loi et rivalisent d'ingéniosité dans leur trafic d'alcool. Le terme bootlegging désigne ainsi la pratique qui consiste à cacher des bouteilles d'alcool dans ses bottes. Les femmes sanglent des fioles à leurs jambes, sous leur jupe ou leur manteau[1].
- 16 février - 11 juin : grève des fourreurs. Ils obtiennent la semaine de 40 heures[2].
- 26 février[3] : signature du Revenue Act, voté par le Congrès des États-Unis. Andrew W. Mellon réussit à imposer sa politique fiscale au pays (favorable aux hauts revenus).
  - Réduction de 30 % de l'impôt sur le revenu.
  - Abaissement des droits de succession.
  - Suppression de nombreux droits d'accise sur les produits alimentaires.
  - Les déductions fiscales sont doublées pour les couples mariés.
  - Réduction des dépenses fédérales (éducation, justice, défense).
- 16 mars : Robert Goddard lance la première fusée à carburant liquide à Auburn, Massachusetts
- 23 juillet : la compagnie Fox achète les droits du système Movietone pour le cinéma parlant
- 18 août : une carte météo est télévisée pour la 1re fois à Washington, D.C.
- 18 septembre : un ouragan dévaste la région de Miami en Floride faisant une centaine de victimes et quelque 100 millions de dollars équivalent à plus d'un milliard de dollars en valeur actuelle (2009).
- 20 septembre : 12 voitures pleines de gangsters ouvrent le feu sur le repère d'Al Capone à Chicago. Seul un des hommes d'Al Capone est tué.
- 11 novembre : ouverture de la U.S. Route 66.
  - Pour la première fois depuis la fin de la guerre, le secteur de la construction, qui pèse près de 11 milliards de dollars, stagne et la construction de logements neufs diminue, ce qui préfigure la grave crise que connaitra le pays et le monde 3 ans plus tard.
  - Déclin du second Ku Klux Klan à cause de la corruption de certains de ses leaders et de l'hostilité affichée des autorités fédérales et du président Coolidge envers le mouvement. Il compte alors 5 millions d’adhérents.

## Naissances en 1926
- 16 mars : Jerry Lewis († 20 août 2017).
- 28 avril : Harper Lee († 19 février 2016)
- 30 avril : Cloris Leachman, actrice.
- 25 mai : Miles Davis, trompettiste.
- 1er juin : Marilyn Monroe, actrice et chanteuse.
- 28 juin : Mel Brooks.
- 16 juillet : Irwin Rose, prix Nobel de chimie 2004
- 23 septembre : John Coltrane, saxophoniste.

## Décès en 1926
- 23 août : Rudolph Valentino à New-York.